# Amir Amini
Amir Amini  (en persan : امیر امینی), né le 10 juin 1984 à Ray, en Iran, est un joueur iranien de basket-ball, évoluant aux postes de meneur et d'arrière.

## Palmarès
- Champion d'Asie 2007, 2009